# Udomlja
Udomlja (russisch Удомля; bis 1904 Troiza, russ. Троица) ist eine russische Stadt in der Oblast Twer, Zentralrussland. Sie ist Verwaltungssitz des Rajons Udomlja und hat 31.061 Einwohner (Stand 14. Oktober 2010).

## Geographische Lage
Die Stadt liegt in der Niederung von Wyschni Wolotschok an den Ufern des Peswo- und des Udomlja-Sees, die durch einen Kanal miteinander verbunden sind. Udomlja liegt rund 290 km nordwestlich von Moskau und 225 km nordwestlich der Gebietshauptstadt Twer.

## Geschichte
Bereits im Jahre 1485 wurde Udomelski Pogost als Wolost der Erzbischöfe von Weliki Nowgorod erwähnt. Die genaue Bedeutung des Namens ist nicht eindeutig geklärt, ist aber wohl baltischen Ursprungs. Die heutige Siedlung hingegen entstand erst 1869 bei der Eisenbahnstation Troiza (zu deutsch „Dreifaltigkeit“) an der Eisenbahntrasse Rybinsk–Ventspils. 1904 erhielt der Ort seinen heutigen Namen. Seit 1961 besaß Udomlja den Status einer Siedlung städtischen Typs und seit 11. September 1981 hat es Stadtrechte.

### Bevölkerungsentwicklung
| Jahr | Einwohner |
| ---- | --------- |
| 1939 | 1.854     |
| 1959 | 2.971     |
| 1970 | 5.142     |
| 1979 | 12.079    |
| 1989 | 30.751    |
| 2002 | 31.961    |
| 2010 | 31.061    |

Anmerkung: Volkszählungsdaten

## Wirtschaft und Verkehr
Seit Beginn des 20. Jahrhunderts ist Udomlja ein Zentrum der Holzverarbeitung. Für die städtische Industrie ist außerdem die Nahrungsmittelproduktion (Großmolkerei u. a.) von Bedeutung. Das Kernkraftwerk Kalinin (Kalininskaja, Inbetriebnahme 1984) liegt nordöstlich der Stadt am Udomlja-See und hat eine Gesamtleistung von 4000 Megawatt.

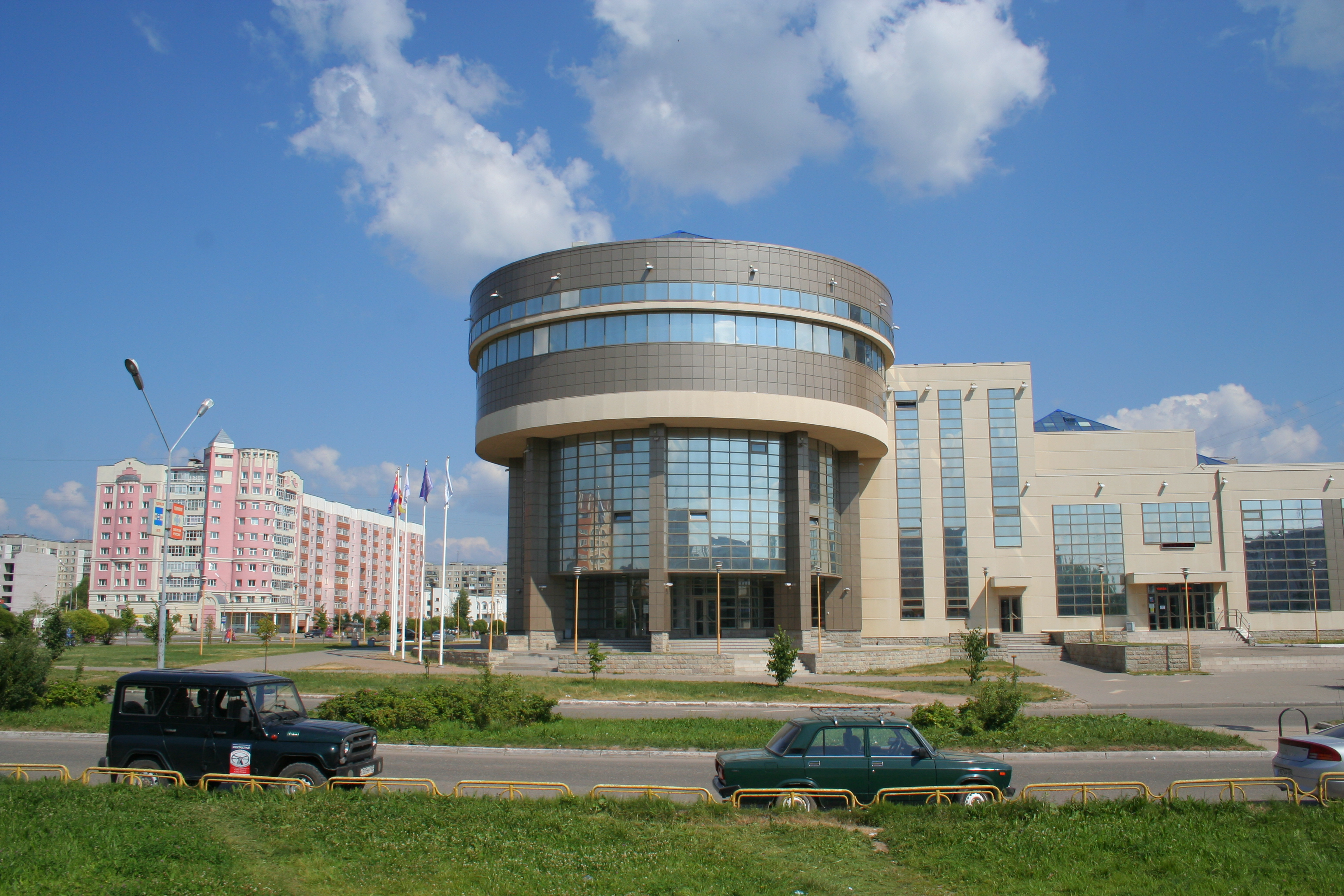
Innenstadt von Udomlja, das „Zentrum für öffentliche Information“ des KKW Kalinin
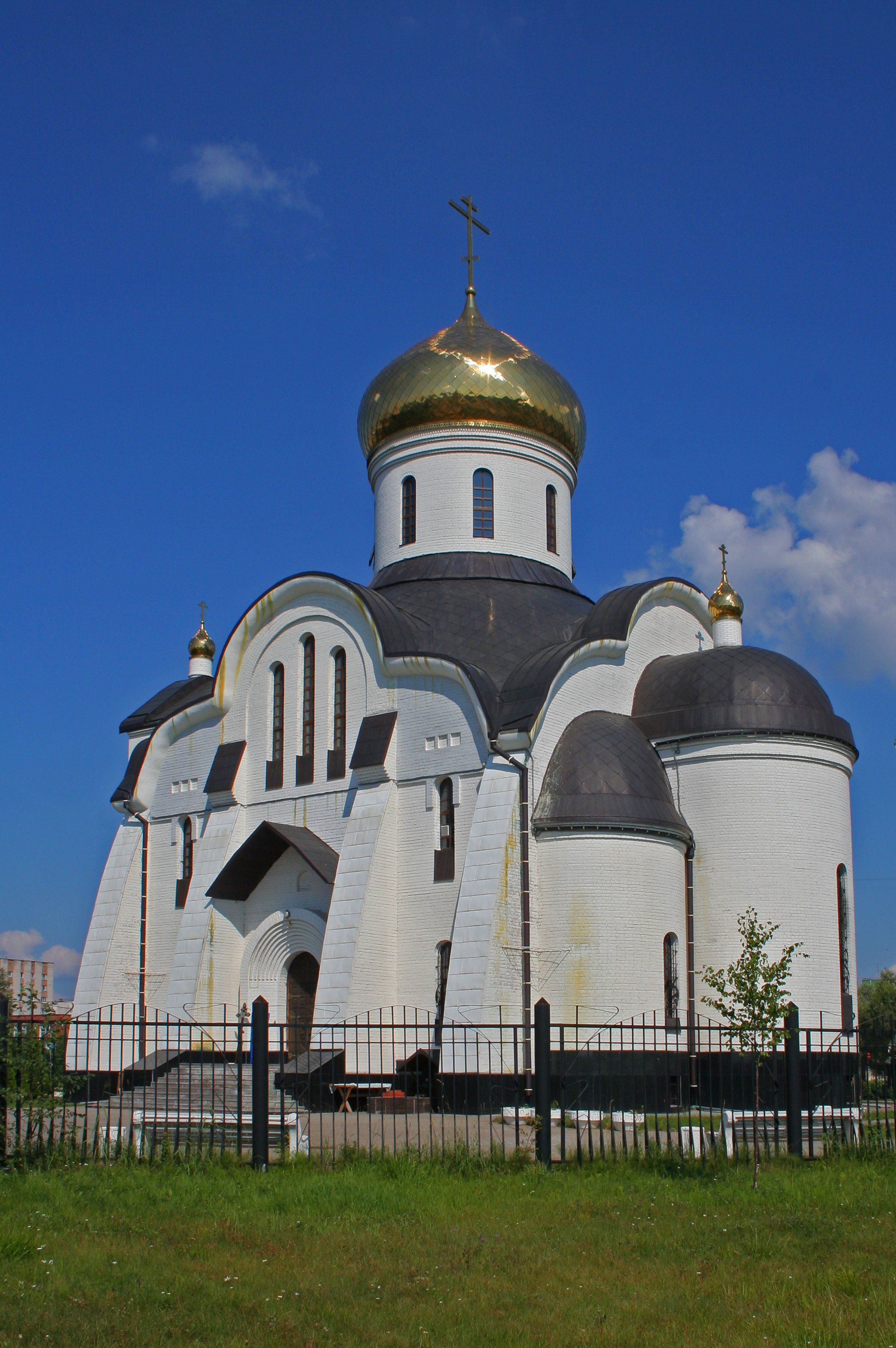
Fürst-Wladimir-Kathedrale
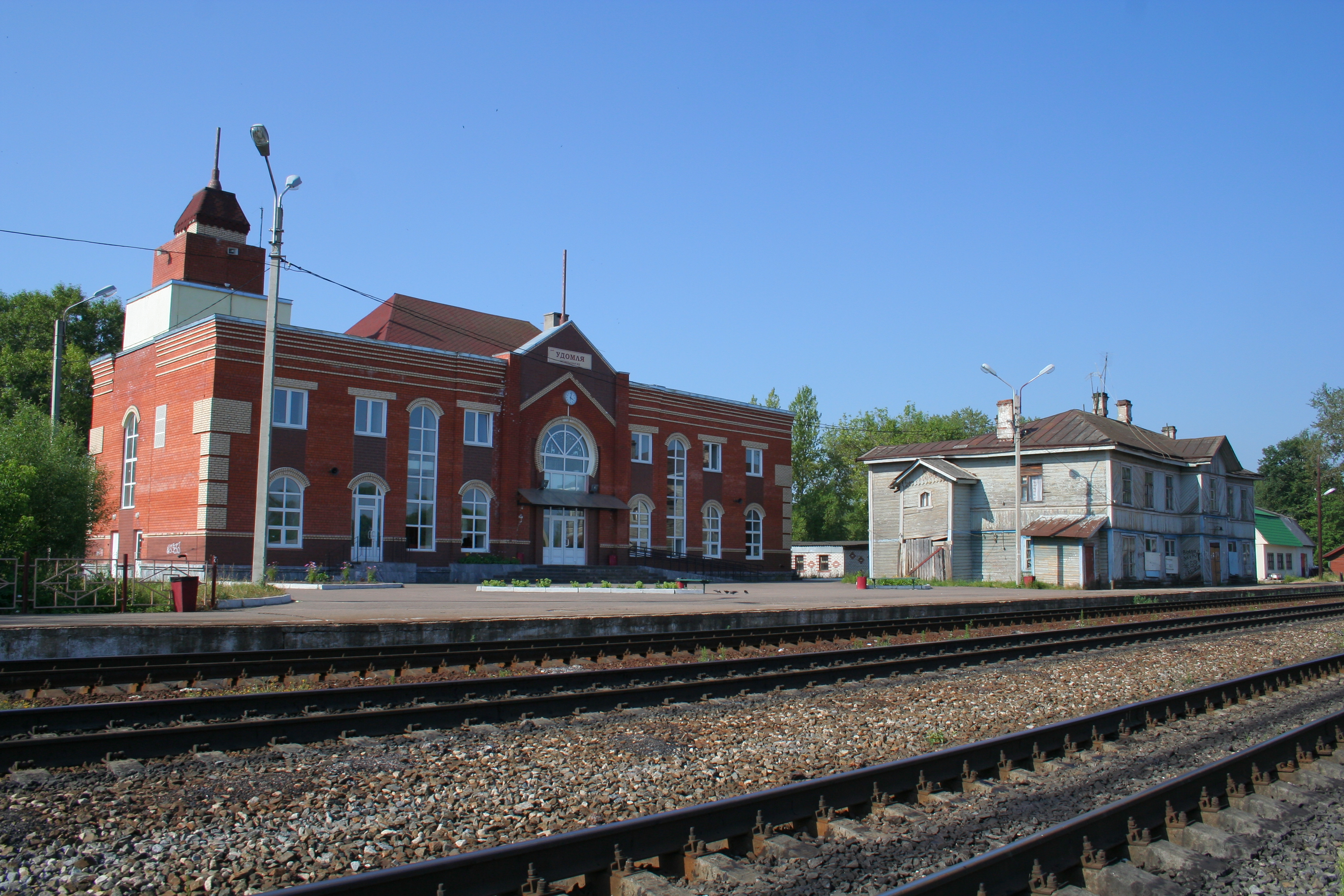
Bahnhof Udomlja

## Söhne und Töchter der Stadt
- Oleg Grigorjewitsch Makarow (1933–2003), sowjetischer Ingenieur und Kosmonaut